# バレット・オリバー
バレット・オリバー（Barret Oliver、1973年8月24日 - ）は、アメリカ合衆国の元子役、写真家。サイエントロジー教会の信者である。

## 来歴
10歳の時にテレビでデビューし、『宇宙空母ギャラクティカ』『超人ハルク』『ナイトライダー』等のテレビ・シリーズに出演する。映画『キスミー・グッバイ』の後、『ネバーエンディング・ストーリー』のバスチアン役で一躍アイドルになった。他にアメリカで『ダリル』と同時期に公開された『コクーン』にも出演、ディズニーの劇場用短編映画『フランケンウィニー』ではヴィクター役を演じた。実生活では、日本の変身ロボットが大好きで、オモチャはもちろん、アニメーションもビデオでコレクションしている。
俳優としてのキャリアは1980年代で途絶えているが、2000年代に入って映画制作に裏方で関わったりしている。写真家としてのキャリアもスタートさせており、19世紀の写真技術に関する著書を出版したり、Silverstein Photography Annualの2007年10人の新進写真家の一人に選ばれたりしている。

## 作品

### 映画
- フランケンウィニー Frankenweenie (1984年)
- ネバーエンディング・ストーリー The NeverEnding Story (1984年)
- ダリル D.A.R.Y.L. (1985年)
- コクーン COCOON (1985年)